# 趙開成
趙開成（？—？），字伯闇，號堯天，山东莱州府胶州人，明末清初官员。

## 生平
崇祯十二年（1639年）己卯科山东乡试舉人，十三年（1640年）庚辰科進士，刑部观政，未仕。生而颖异，嗜读书。早孤，孝事孀母，抚幼弟孤侄皆教之成名。赋性端方，不茍言笑，为文务探理窟，从游多知名士，祀乡贤祠。

## 家族
兄赵麟祥，號瑞野，幼孤，事母曲尽孝道，训弟开成、天成读书砥节俱成立。生平正直端方，苦志力学，试童子冠军，未成名赉志而殁，后子趙焘以进士官宪副，人曰瑞野不死矣，祀乡贤祠。